# 전자 도서관
전자 도서관(電子圖書館)은 컴퓨터, PDA등 네트워크가 연결된 전자기기를 통하여 도서관을 열람할 수 있게 한 시스템으로 소장된 문헌의 정보와 자료를 검색할 수 있으며
시청각자료열람, 자료인쇄, 도서요청등 갖가지 기능을 온라인으로 수행할 수 있다.

## 도입 배경
급격한 정보환경의 변화에 따라 이용자 요구의 증대와 디지털 출판물의 등장, 온라인 정보자원의 효용성 증대,미디어 산업의 발전
등으로 인하여 새로운 서비스에 대한 요구에 부응하기 위하여 기존의 도서관과의 유기적인 연계기능을 가진 새로운 차원의 도서관
건립의 필요성 대두.
- 선진환경의 변화와 정보기술의 발달

- 오늘날의 정보처리기반은 종이에 비해 전자적인 형태를 취하고 있으며, 이에 의존하는 비율이 급속히 증가하고 있음

- 디지털정보자원이 증대함에 따라 이를 처리하여 제공할 수 있으며, 또한 문화공간으로서의 역할 및 기능요구

- 장서의 증가로 인한 수장고의 부족을 해소할 수 있는 새로운 공간을 필요로 하게 되었으며, 장기적인 차원에서 디지털정보자원의 효율적 이용을 제공하는 온라인상의 도서관이 요구됨

현대에 들어서 컴퓨터의 사용량이 늘어나고 인터넷이 발달함에 따라 상대적으로 책과 같은 매체의 사용량이 현저히 줄었다. 또한 도서관을 설립하고, 운영하는 데 돈이 많이 들어서 시민들에게 읽을 권리를 주는 것이 현실적으로 어려워졌다. 이와 같은 현실적인 이유 때문에 관리하기 쉽고, 비교적 만드는 데 적은 비용이 소모되고 또한 하나의 도서관으로 50개의 도서관의 역할을 할 수 있는 전자도서관이 도입되었다.

## 개요
도서관에 소장되어 있는 도서나 자료의 제목·출판사·저자·출판 연도·면 수·초록 등 서지사항과 본문(fulltext)을 디지털화하여 인터넷이나 PC통신을 통해 제공하는 것을 말한다. 전자도서관(electronic library)이나, 또는 가상도서관(virtual library)이라고도 한다. 따라서 최근에는 도서나 자료의 문자정보뿐만 아니라 화상·영상·음성 등 멀티미디어 정보도 제공하고 있다. 국외 디지털 라이브러리로는 미국의 6개 대학에서 추진하고 있는 DLI(Digital Libraries Initiative), 일본 정보기술촉진청(NDL)과 국립학술정보센터(NACSIS) 전자도서관 시스템 등이 있고, 국내에서는 1996년 4월 개관한 최초의 디지털 라이브러리인 LG상남도서관이 있다. 지난 1996년 11월 국가적 차원에서 국립중앙도서관, 국회도서관, 한국과학기술원 과학도서관, 연구개발정보센터, 한국학술진흥재단 등을 연결한 국가전자도서관이 운영되고 있다. 또한, 2003년부터는 전국의 공공도서관에 소장된 도서 및 자료에 대한 목차와 원문 등을 인터넷을 통해서 서비스한다는 목표를 세우고 추진 중이다.
전자도서관은 주로 인터넷을 통한 WWW(World Wide Web)을 통하여 사용자가 시간과 공간에 제약 없이 문헌 열람 등의 기존 도서관 기능뿐만 아니라, 온라인의 장점을 살린 여러 기능들을 활용할 수 있게 해준다. 전자도서관의 가장 주요한 기능 중 하나인 웹상에서의 검색은 질의어를 받은 다음 데이터베이스에 접속해 해당 책을 검색하는 방법을 쓰고 있다. 대부분의 전자도서관은 검색프로그램을 운영하여 학생, 교수, 연구원 등의 사용자가 이용하게 하고 있다. 이뿐만 아니라 도서관에서 쓰이는 code체계의 프로그램을 이용한 전자도서관도 존재하는데 이러한 검색 프로그램을 통하여 단순한 책의 제목, 저자에서부터 자료유형,국가, 언어에 대한 항목을 만들어 놓고 사용자가 원하는 문헌을 신속하게 찾을 수 있게 한다. 또한 웹기반 프로그램의 장점을 활용하여 단순한 문헌뿐만 아니라, 그림, 동영상, 소리 등의 시청각미디어를 이용하여 사용자가 자료를 보다 효율적으로 활용할 수 있게 해준다.

## 사례

### 국가전자도서관
국가전자도서관은 국내 주요 전자도서관에서 구축한 디지털 콘텐츠의 공유 및 공동 활용을 위해 개발된 시스템으로, 국가지식정보자원의 디지털 원문 중심 통합검색 서비스를 제공하고 있다.
국립중앙도서관은 국가전자도서관 위원회(‘12년~)를 구성하여 국가전자도서관을 운영하고 있으며, 향후 자체 DB를 구축하고 있는 정부부처 및 공공기관을 대상으로 참여기관을 확대할 예정이다.

도입배경
- 정보화 혁명의 대국민 인식수단과 초고속정보통신망의 주요 응용서비스로의 부각
- 국민이 쉽게 이해하고 접근할 수 있는 보편적인 초고속응용서비스
- 국제적으로 초고속정보통신망을 이용한 중요한 응용분야로 전자도서관의 부각
- 전통적인 정보이용방법에 대한 이용자들의 인식이 변화함에 따라 도서관 활성화 방안으로서 정보통신기술의 도입
- 기존의 도서관 접근방법에 대한 이용자들의 욕구불만 증가
- 정보이용자들의 정보접근에 대한 마인드 변화
- 정보요구에 대한 신속성과 대응하기 위한 방안으로 인터넷의 활용 모색
- 선진 각국의 전자도서관 구축의 국가적 추진
- 정보화 시대의 새로운 국가경쟁력 지표로 평가
- 국내 초고속정보통신망 구축과 보급확대

기대효과
- 국가전자도서관 시스템 안정화 및 성능개선에 따른 대민 서비스 향상
- 명실상부한 지식기반사회 구현의 확고한 토대 마련
- 신속하고 신뢰성 있는 원문정보 서비스의 지원으로 국민의 정보획득 비용 및 노력 절감
- 기존 전자도서관 시스템의 적극 재활용과 국가자료 구축 및 DB 운영에 따른 비효율성 제거를 통한 예산 절감
- 국가자료(원문, 목차, 초록 등)의 중복 구축을 최소화하여 효율성 및 경제성 제고
- 도서관 간 정보공유 체제 강화를 통한 중복 투자 방지
- 명실상부한 전자도서관 표준 모델 확립을 통한 국내 타 전자도서관 구축의 가이드라인 제시
- 저작권 자료 이용 및 보호의 안정적 토대 마련을 통한 저작물 유통의 활성화에 기여
- 국가 자료의 일관되고 안정화된 서비스 및 관리 체계 확립을 통해 지식기반 사회의 조기 확립에 기여

### 국회전자도서관
국회도서관은 입법활동을 충실히 지원함으로써 국회의 발전과 그 맥을 같이해 왔을 뿐 아니라 인류 역사 발전의 산물인 풍부한 지식과 창작물을 수집, 정리하여 국민들이 편리하게 접근할 수 있게 하는 중요한 기능을 하고 있다.1997년도 국가전자도서관 구축기본계획에 의거하여 추진한 전자도서관 DB구축사업이 성공적으로 수행됨으로써 인터넷을 통하여 국회도서관의 서지정보뿐 아니라 저작권이 허락된 원문정보를 함께 이용할 수 있게 되었다.특히 개정 저작권법이 발효된 2000년 7월 1일부터는 학술정보 상호 협력협정을 체결한 전국의 각종 도서관에서도 국회도서관이 구축한 서지정보 원문자료를 온라인으로 이용할 수 있도록 하고 있다.
도입배경
국회도서관은 세계의 지식정보자원을 수집하여 국회와 국민에게제공함으로써 의회민주주의 발전과 국민의 알권리 확대에 기여하고, 입법부의 역사적 활동 및 인류의 지적문화유산을 보존하여 후세에전승한다
기대효과
- 국회의원에 대한 무한봉사를 통하여 지식 입법부 실현에 기여
- 입법 활동 전문성 제고를 위해 최고의 법률도서관을 구축
- 국가 지식정보의 포괄적 수집과 과학적 보존을 위해 노력
- 국내외 도서관과 협력하여 글로벌 지식정보 네트워크를 구축
- 재외동포와 한국학 연구자들에게 지식정보를 제공
- 정보 소외계층에 대한 정보서비스를 통해 복지사회를 지향
- 국민 속에서 국민과 함께 발전하는 열린 도서관 환경을 조성

### 국립디지털도서관
현재의 국립중앙도서관과의 유기적인 연계기능을 가진 새 차원의 국립디지털도서관 건립의 필요성이 부각되어 다양한 정보자료 저장매체를 망라적으로 수집하고 가공하여 국가의 핵심 지식 정보 문화인프라 확충하기 위해 설립되었다. 정보자료 이용의 글로벌 네트워크를 구축하여 전 국민의 정보접근성과 이용성을 제고함으로써 21세기 지식정보화 시대의 기반 강화하는 것이 한국디지털도서관의 목표이다.
기능과 역할
- 디지털자료의 수집,정리,재생산,보급 등 국가의 디지털정보 종합센터
- 전 국민에게 디지털정보 문화를 향유케 하는 콘텐츠 구축 및 운영
- 부족한 서고시설 확충으로 디지털 정보자원의 보존과 전승의 핵심센터

기대효과
- 21세기 정보화사회를 구현하는 실질적이며, 상징적인 문화인프라 기반시설인 디지털도서관을 건립함으로써 세계적인 정보강국의 이미지 제고
- 이용자 중심의 도서관 정보환경 조성과 접근이 용이한 정보이용네트워크 제공 방대한 학술정보를 전자적으로 처리, 학술연구 활동에 기여
- 정보화 기반구축 및 네트워크를 통한 다양하고 질 높은 서비스를 제공함으로써 국민의 삶의 질 향상
- 국가 대표도서관으로써 외국 선진도서관 및 정보제공원과의 상호교류를 통해 국제협력 및 디지털정보 교류센터 역할 수행

## 장점
전자도서관의 가장 큰 장점은 시간과 공간의 제약이 없다는 점이다. 직접 도서관을 방문하지 않더라도 모든 도서관의 기능을 이용할 수 있으며, 오프라인상에서는 열람이 불가능한 휴일이나 밤이라도 전자도서관은 항상 열려있다.
또한 오프라인의 고전적인 도서관처럼 많은사람이 장시간에 걸쳐 이용하더라도, 디지털화된 정보이기 때문에
자료의 손상에 대한 걱정이 없다. 이런 디지털화된 정보의 장점은 한가지 정보를 여러사람들이 동시에 이용가능하
다는 점도 있다. 또한 갖가지 멀티미디어를 이용한 정보들도 이용가능하여 보다 다각화된 방법으로 자료를 활용하는 것이
가능하게 되었다

## 쓰임새
- 정보문헌검색 및 대여

전자도서관 내의 각종문헌과 학술데이터베이스등의 자료들을 키워드로 손쉽게 검색 및 대여할 수 있다.
- 자료인쇄

소장된 이미지나 책의 일부분등을 온라인으로 검색하고, 인쇄하여 활용할 수 있다.
- 사용자간 커뮤니케이션

전자도서관 사이트내의 게시판과 커뮤니티를 통하여 이용자들 간의 상호 커뮤니케이션을 할 수 있다.
- 다른기관과 협력

타기관의 사이트간 연계와 협약을 통한 폭넓은 검색과 활용기능을 제공한다.

## 관련 기술과 용어
- 디지털권한관리(DRM)

DRM(Digital Right Management)은 콘텐츠 생산자,제공자의 권리와 이익을 보호하기 위한 기술을 말한다. 디지털콘텐츠의 안전한 배포를 보장하기 위하여 생성, 유통,관리를 지원하는 기술과 불법 배포를 방지하기위한 저작권 승인 및 보안 기술, 지불결제 기술이 모두 포함된다.
- 더블린 코어

전자자원의 검색을 지원하기 위한 최소한의 메타데이터 요소를 정의하여 표준화한것을 말한다. 웹문서,동영상,소리,이미지등의 전자자원을 대상으로 하며 표제,제작자,날짜,식별자,이용조건등의 15개 요소를 정의하고 있다.1995년 미국 오하이오 주의 더빌린에서 열린 전문가 워크숍에서 시작되었으며 이후 ISO15836으로 제정되었다. 현재Dublin Core Metadata Initiative가 관리를 맡고 있다.
- 오픈엑세스

오픈엑세스는 전 세계의 학술정보 이용자가 일체의 장벽없이 학술정보에 자유롭게 접근할 수 있도록 하기 위한 새로운 학술커뮤니케이션 패러다임을 말한다. 출판사/학술 컨텐츠 제공자의 지적 재산권을 보장하기 위하여 이용자이자 생산자인 학술연구자들의 접근이 제안되었고, 이로 인해 새로운 학술정보 생산이 저해되는 문제에 대안으로 등장하였다.
- 전자책
- ASP
- RFID
- CMS
- DBMS

## 같이 보기
- 학술기관 리포지터리